# 참붕어싸만코
참붕어싸만코(SAMANCO)는 대한민국 빙그레에서 1991년에 출시한 아이스모나카 류의 제품으로, 붕어 모양 과자 속에 바닐라 아이스크림과 통팥시럽이 들어있다.

## 특징
- 떡붕어싸만코 : 붕어 모양 과자 속에 바닐라맛 아이스크림과 통팥시럽에 쫄깃한 작은 떡까지 첨가되어 있다.
- 초코 붕어싸만코 : 2013년에 붕어싸만코 클래식이란 이름으로 출시. 초기에는 다크초콜릿 시럽+바닐라 아이스크림이었다. 이후 제품명을 초코붕어싸만코 크런치로 바뀐 뒤 헤이즐넛 초코시럽+초코맛 아이스크림으로 바뀌었다.
- 호두과자붕어싸만코 : 호두맛 아이스크림과 미니찰떡이 들어있으며 통팥시럽에 호두조각이 있다.
- 슈크림붕어싸만코 : 2023년 출시한 신작. 슈크림 시럽+슈크림맛 아이스크림.
- 딸기붕어싸만코 : 딸기시럽+바닐라 아이스크림. 국내는 단종됐고, 해외수출용으로만 판매했지만..2024년 2월 재출시.

## 연혁 및 판매
2016년에는 참붕어싸만코구마라는 이름의 고구마 시럽 제품을, 2017년에는 참붕어싸만코녹차라는 이름의 녹차맛 참붕어싸만코를, 2018년에는 기존의 참붕어싸만코에 미니떡을 첨가한 떡붕어싸만코를, 기존의 참붕어싸만코에 밤 다이스를 첨가한 밤붕어싸만코를 각각 출시했다.
참붕어싸만코는 일반적으로 대한민국의 편의점에서 팔린다. 2012년에는 360억, 2015년에는 345억원의 매출을 돌파했다. 해외시장에선 2011년 매출이 14억원, 2012년 매출이 25억원이었다.
빙그레에 따르면 싸만코 이름은 "싸고 많고"로써 싼 값에 많이 먹을 수 있다는 뜻이라고 한다.

## 같이 보기
- 빙그레
- 아이스크림
- 팥
- 붕어